# Karl Saur
Karl-Otto Saur, född 16 februari 1902 i Düsseldorf, död 28 juli 1966 i Pullach, var en tysk ingenjör och ämbetsman. Han var verksam inom Organisation Todt och Fritz Todts ställföreträdare. Efter dennes död 1942 blev han ställföreträdare åt efterträdaren, Albert Speer. I sitt testamente utnämnde Adolf Hitler Saur till rustningsminister.

## Utmärkelser i urval
- Krigsförtjänstkorsets riddarkors utan svärd